# 1978 v letectví
Tento článek obsahuje seznam událostí souvisejících s letectvím, které proběhly roku 1978.

## Události

### Květen
- 20. května – McDonnell Douglas dodává zákazníkovi 5000. letoun F-4 Phantom II, 20 let po prvním letu prototypu

## První lety
- Conair Firecat

### Leden
- 11. ledna – American Jet Industries Hustler, N400AJ
- 17. ledna – Fuji T-3

### Únor
- 14. února – Cessna 303

### Březen
- 10. března – Dassault Mirage 2000, 2000–01

### Duben
- 10. dubna – Sikorsky S-72, NASA545 (druhý stroj)

### Červen
- 30. června – Rutan Defiant

### Červenec
- 6. července – NASA QSRA, NASA715

### Srpen
- 12. srpna – Pilatus PC-7, HB-HAO
- 20. srpna – Aerospatiale Fouga 90, F-WZJB
- 20. srpna – British Aerospace Sea Harrier, XZ450

### Září
- 13. září – Aérospatiale Super Puma, F-WZJA
- 12. září – Cessna 425

### Listopad
- 8. listopadu – Canadair CL-600 Challenger, C-GCGR-X
- 18. listopadu – McDonnell Douglas YF-18A Hornet, 160775

### Prosinec
- 27. prosince – Zlín Z-142
- 30. prosince – General Avia Canguro, I-KANG